# Rosario Fina
Rosario Fina (San Cataldo, 23 de març de 1969) va ser un ciclista italià, que fou professional entre 1994 i 1996. En el seu palmarès destaca el Campionat del Món en contrarellotge per equips de 1993.

## Palmarès
- 1987
  -  Campió del món júnior en contrarellotge per equips (amb Luca Colombo, Luca Daddi i Gianluca Tarocco)
- 1991
  - 1r al Giro delle Valli Aretine
  - 1r a la Coppa San Geo
- 1993
  -  Campió del món en contrarellotge per equips (amb Gianfranco Contri, Cristian Salvato i Rossano Brasi)
  - 1r a la Freccia dei Vini
  - Vencedor d'una etapa al Giro de la Vall d'Aosta
- 1996
  - Vencedor d'una etapa a la Volta a Aragó

### Resultats al Tour de França
- 1994. abandona (18a etapa)
- 1995. abandona (3a etapa)

### Resultats a la Volta a Espanya
- 1995. 49è de la classificació general